# Invisible (bài hát của Linkin Park)
"Invisible" là một bài hát của ban nhạc rock người Mỹ Linkin Park. Nó được phát hành từ album phòng thu thứ 7 của họ, One More Light. Bài hát được sáng tác bởi Mike Shinoda và Justin Parker. Trong ca khúc thì Mike Shinoda đảm nhiệm hát chính còn Chester Bennington hát bè. Bài hát được công bố vào ngày 10 tháng 5 năm 2017 tại chương trình Kỷ lục Thế giới của Zane Lowe trên Beats 1.

## Sáng tác và ghi âm
Mike Shinoda đã gặp gỡ nhạc sĩ kiêm nhà sản xuất người Anh Justin Parker tại London để cùng tham gia một buổi sáng tác trong thời gian diễn ra The Hunting Party Tour. Sau đó, Shinoda phát biểu trên Ticketmaster, "Tôi đã dừng chân một vài lần ở London trên đường trở về từ chuyến lưu diễn Hunting Party để làm việc với 2 nhạc sĩ khác, và tôi thực sự thấy thích thú. Tôi thấy buổi làm việc rất vui vẻ và có kết quả. Tôi mang các bài hát trở lại ban nhạc và hỏi ý kiến của họ. Họ rất yêu thích sản phẩm, đó là điều đầu tiên họ nghĩ đến." Một trong những ca khúc đó là "Invisible", một bài hát nói về việc Shinoda mong muốn được toàn tâm làm cha.
Trong suốt quá trình, cả Shinoda và Bennington đều thu âm giọng ca cho bài hát, nhưng vì "Invisible" là câu chuyện của Shinoda nên ông quyết định mình sẽ là người hát trong bản cuối cùng. Bài hát được viết về những đứa con của ông cùng suy nghĩ về việc khi chúng lớn hơn và trở thành thanh thiếu niên, sẽ khó để kiểm soát chúng hơn. Theo ông, "Invisible" đưa người nghe đến khoảnh khắc trong một tình huống làm cha mẹ hay người giám hộ, bạn phải nói với con mình điều gì đó mà chúng không muốn nghe, và bạn muốn chúng biết bạn đang làm điều đó vì bạn thực sự quan tâm đến chúng, không phải vì bạn muốn làm tổn thương cảm xúc của chúng.

## Phát hành và quảng cáo
Bài hát được phát hành từ album phòng thu thứ 7 tên One More Light của ban nhạc. Bài hát được phát hành dạng kỹ thuật số vào ngày 10 tháng 5 năm 2017. Ban nhạc đã phát hành một video lời bài hát vào cùng ngày. Tính đến ngày 26 tháng 12 năm 2017, video lời bài hát đã đạt hơn 12,1 triệu lượt xem.

## Biểu diễn trực tiếp
Buổi biểu diễn trực tiếp đầu tiên của bài hát là trước những khán giả có mặt trong buổi ghi hình The Late Late Show của James Corden vào tháng Hai. Buổi biểu diễn được phát sóng vào tập ngày 12 tháng 6 năm 2017. Buổi biểu diễn đầu tiên trước công chúng là trong Lễ hội Maximus 2017 tại triển lãm Santiago, Chile.

## Nhân sự
Danh đề từ trang web phát trực tuyến.
Linkin Park
- Chester Bennington - hát bè
- Mike Shinoda - hát chính, organ, piano
- Brad Delson - guitar, hát bè
- Phoenix - guitar bass, hát bè
- Joe Hahn - lập trình, sampling, hát bè
- Rob Bourdon - trống, hát bè

Nhạc sĩ bổ sung
- Jesse Shatkin - bàn phím bổ sung, lập trình bổ sung

Sản xuất
- Sản xuất: Mike Shinoda và Brad Delson
- Đồng sản xuất: Jesse Shatkin
- Sản xuất bổ sung: RAC
- Sáng tác: Mike Shinoda và Justin Parker
- Sản xuất giọng hát: Emily Wright
- Kỹ sư: Mike Shinoda, Ethan Mates và Josh Newell
- Kỹ sư hỗ trợ: Alejandro Baima và Warren Willis
- Phối âm: Serban Ghenea
- Kỹ sư phối âm: John Hanes
- Kỹ thuật viên: Jerry Johnson

## Xếp hạng
| Bảng xếp hạng (2017)                   | Vị trí cao nhất |
| -------------------------------------- | --------------- |
| Cộng hòa Séc (Singles Digitál Top 100) | 66              |
| Scotland (OCC)                         | 90              |
| Hoa Kỳ Hot Rock Songs (Billboard)      | 32              |